# Bradarac, Požarevac
Bradarac (Брадарац), pronunțat în limba română Bradaraț, este un sat situat în partea de est a Serbiei, în Districtul Braničevo. Aparține administrativ de comuna Požarevac. La recensământul din 2002 localitatea avea 874 locuitori.